# Enrico Minutolo
Enrico Minutolo (data incerta - 17 de junho de 1412) foi um cardeal italiano, Deão do Sagrado Colégio dos Cardeais, Arcipreste da Basílica de Santa Maria Maior e Camerlengo da Câmara Apostólica.

## Biografia
Eleito bispo de Bitonto pelo Papa Urbano VI em 1382. Promovido a sé metropolitana de Trani, em 1383 e, em setembro de 1389, foi transferido para a Sé de Nápoles.
Foi criado cardeal-presbítero no consistório de 18 de dezembro de 1389, recebendo o título de Santa Anastácia. Camerlengo do Sagrado Colégio dos Cardeais, de 1390 a 1412; juntou-se à obediência de Pisa em 1409; confirmado como camerlengo do Colégio pelo Antipapa Alexandre V, mas teve que dividir o posto com o Pseudocardeal Amedeo di Saluzzo. Arcipreste da Basílica Patriarcal Liberiana em 1396. Passa para a ordem dos cardeais-bispos e recebe a sé suburbicária de Frascati em 1405. Nomeado camerlengo da Santa Igreja Romana em 1 de dezembro de 1406. Acompanha o papa a Siena e ficou por cinco meses, saindo em janeiro de 1409 para participar do Concílio de Pisa. É nomeado Decano do Colégio dos Cardeais em maio de 1408. Após o Concílio, junta-se à obediência pisana e é destituído de seu decanato. Passa para a sé suburbicária de Sabina em 2 de julho de 1409.
Legado do antipapa João XXIII em Bolonha e vigário geral em Ferrara e Friuli.
Morreu em 17 de junho de 1412, em Bolonha, durante a sua legação. Está sepultado num magnífico mausoléu na capela Minutoli na catedral metropolitana de Nápoles.

## Conclaves
- Conclave de 1394 - não participou da eleição do Antipapa Bento XIII
- Conclave de 1404 - participou da eleição do Papa Inocêncio VII
- Conclave de 1406 - participou como da eleição do Papa Gregório XII
- Conclave de 1409 -  participou da eleição do Antipapa Alexandre V
- Conclave de 1410 - participou da eleição do Antipapa João XXIII